# Duy Ninh
Duy Ninh là một xã thuộc huyện Quảng Ninh, tỉnh Quảng Bình, Việt Nam.

## Địa lý
Xã Duy Ninh nằm ở phía đông huyện Quảng Ninh, có vị trí địa lý:
- Phía đông giáp xã Gia Ninh
- Phía nam giáp xã Tân Ninh và xã Hiền Ninh
- Phía tây giáp xã Hàm Ninh
- Phía bắc giáp xã Võ Ninh.

Xã Duy Ninh có diện tích 7,74 km², dân số năm 2019 là 6.376 người, mật độ dân số đạt 824 người/km².

## Hành chính
Xã Duy Ninh được chia thành 6 thôn: Hiển Vinh, Hiển Lộc, Phú Vinh, Trung Quán, Phú Ninh, Tả Phan.

## Kinh tế
Kinh tế chủ yếu là nông nghiệp, tiểu thủ công nghiệp. 